# Marcelo Saralegui
Marcelo Saralegui, né le 18 mai 1971 à Montevideo (Uruguay), est un footballeur uruguayen, qui évoluait au poste de milieu de terrain au Nacional, au Torino Calcio, au Racing Club, au Colón de Santa Fe, au CA Independiente, au Fénix et à l'Uruguay Montevideo ainsi qu'en équipe d'Uruguay.
Saralegui marque six buts lors de ses trente-trois sélections avec l'équipe d'Uruguay entre 1992 et 1997. Il participe à la Copa América en 1993, 1995 et 1997 avec l'équipe d'Uruguay.

## Palmarès

### En équipe nationale
- 33 sélections et 6 buts avec l'équipe d'Uruguay entre 1992 et 1997
- Vainqueur de la Copa América en 1995

### Avec le CD Nacional
- Vainqueur du Championnat d'Uruguay en 1992 et 2001

## Parcours d'entraîneur
- jan. 2004-2006 :  Uruguay Montevideo
- sep. 2006-mars 2007 :  CS Cerrito
- fév. 2010-mai 2010 :  CS Cerrito
- mai 2014-dec. 2014 :  Rampla Juniors FC
- août 2016-sep. 2016 :  Colegiales
- sep. 2022-fev. 2023 :  CA Colon